# Alfonso Tamay
Alfonso Arístides Tamay Sánchez (ur. 13 maja 1993 w Cancún) – meksykański piłkarz występujący na pozycji skrzydłowego lub ofensywnego pomocnika, od 2024 roku zawodnik Tepatitlán.

## Kariera klubowa
Tamay jest wychowankiem klubu Tigres UANL z miasta Monterrey, w którego akademii juniorskiej był jednym z wyróżniających się graczy. W wiosennym sezonie Clausura 2011 został królem strzelców ligi meksykańskiej do lat siedemnastu (z siedemnastoma golami na koncie), jednak z powodu wielkiej konkurencji nie potrafił się przebić do pierwszej drużyny, występując wyłącznie w ligach młodzieżowych oraz czwartoligowych i trzecioligowych rezerwach Tigres (odpowiednio Tigres SD i Cachorros UANL). W lipcu 2013 udał się na wypożyczenie do drugoligowej ekipy Correcaminos UAT z siedzibą w Ciudad Victoria, gdzie spędził pół roku jako głęboki rezerwowy, nie odnosząc większych sukcesów i bezskutecznie walcząc o awans do najwyższej klasy rozgrywkowej.
Wiosną 2014 Tamay został wypożyczony do zespołu Puebla FC. Tam 5 stycznia 2014 w zremisowanym 2:2 spotkaniu z Pumas UNAM zadebiutował w Liga MX, zaś w jesiennym sezonie Apertura 2014 dotarł do finału krajowego pucharu – Copa MX. Pół roku później, w sezonie Clausura 2015, triumfował natomiast z Pueblą w pucharze Meksyku, a w tym samym roku wywalczył również superpuchar kraju – Supercopa MX. Premierowego gola w pierwszej lidze strzelił 9 maja 2015 w zremisowanej 2:2 konfrontacji z Santosem Laguna, a ogółem barwy Puebli reprezentował przez dwa lata, niemal wyłącznie w roli rezerwowego. W styczniu 2016, również na zasadzie wypożyczenia, zasilił drugoligowy klub Cafetaleros de Tapachula.
| Sezon     | Klub                     | Kraj   | Rozgrywki  | Mecze | Bramki |
| --------- | ------------------------ | ------ | ---------- | ----- | ------ |
| 2013/2014 | Correcaminos UAT         | Meksyk | Ascenso MX | 4     | 0      |
| 2013/2014 | Puebla FC                | Meksyk | Liga MX    | 4     | 0      |
| 2014/2015 | Puebla FC                | Meksyk | Liga MX    | 5     | 1      |
| 2015/2016 | Puebla FC                | Meksyk | Liga MX    | 4     | 0      |
| 2015/2016 | Cafetaleros de Tapachula | Meksyk | Ascenso MX |       |        |

## Kariera reprezentacyjna
W 2014 roku Tamay został powołany przez szkoleniowca Raúla Gutiérreza do reprezentacji Meksyku U-23 na Igrzyska Ameryki Środkowej i Karaibów w Veracruz. Podczas tych rozgrywek wystąpił w trzech z pięciu możliwych spotkań, z czego w dwóch w wyjściowym składzie, zaś jego kadra, pełniąca wówczas rolę gospodarzy, zdobyła ostatecznie złoty medal na męskim turnieju piłkarskim po pokonaniu w finale Wenezueli (4:1). W 2015 roku znalazł się w składzie na prestiżowy towarzyski Turniej w Tulonie, podczas którego rozegrał wszystkie dwa z czterech meczów, zaś Meksykanie zajęli trzecie miejsce w grupie, nie kwalifikując się do fazy pucharowej. Miesiąc później wziął udział w Igrzyskach Panamerykańskich w Toronto, gdzie pełnił rolę jednego z ważniejszych zawodników zespołu – rozegrał cztery z pięciu meczów (z czego dwa w pierwszej jedenastce). Jego zespół dotarł ostatecznie do finału, w którym przegrał z Urugwajem (0:1) i tym samym zdobył srebrny medal igrzysk. W październiku 2015 został powołany przez Gutiérreza na północnoamerykański turniej kwalifikacyjny do Igrzysk Olimpijskich 2016, podczas którego był jednak głębokim rezerwowym i zanotował tylko jeden występ, natomiast Meksykanie triumfowali wówczas w eliminacjach po pokonaniu w finale Hondurasu (2:0).